# 高田佳枝
高田 佳枝（たかだ よしえ、1966年11月20日 - ）は、中国・河北省出身の卓球選手。中国名は樊建欣（ファン ジェンシン）。中国の頃は河北省代表チームに所属。その後来日し、日本卓球リーグの強豪日本生命でプレーする。1999年10月に帰化し、2001年の世界卓球選手権大阪大会では同じ中国からの帰化選手である羽佳純子とともに日本代表チームのエースとして活躍、日本女子団体18年ぶりのメダル獲得（銅メダル）に大きく貢献した。

## 主な戦績
- 2000年12月　全日本卓球選手権大会　女子シングルスの部　ベスト4
- 2001年 2月  ジャパントップ12卓球大会　準優勝